# ダニー・カスティーリョ
ダニー・カスティーリョ（Danny Castillo、1979年8月25日 - ）は、アメリカ合衆国の男性総合格闘家。カリフォルニア州サンフランシスコ出身。チーム・アルファメール所属。ダニー・カスティーヨとも表記される。

## 来歴
メンロー大学時代はレスリングでNAIAのオールアメリカンに2度選出された。2007年に総合格闘技デビュー。

### WEC
2008年6月1日、WEC初参戦となったWEC 34でドナルド・セラーニと対戦し、腕ひしぎ十字固めで一本負けを喫した。
2009年8月9日、WEC 42でリカルド・ラマスと対戦し、パウンドでTKO勝ちを収めた。
2010年3月6日、WEC 47でアンソニー・ペティスと対戦し、パウンドでKO負けを喫した。
2010年8月18日、WEC 50でダスティン・ポイエーと対戦し、3-0の判定勝ちを収めた。

### UFC
2011年3月3日、UFC初参戦となったUFC Live: Sanchez vs. Kampmannでジョー・スティーブンソンと対戦し、3-0の判定勝ちを収めた。
2013年12月14日、UFC on FOX 9でエジソン・バルボーザと対戦し、0-2の判定負け。ファイト・オブ・ザ・ナイトを受賞した。
2015年7月25日、UFC on FOX 16でジム・ミラーと対戦し、1-2の判定負けを喫した。
2016年1月29日、4連敗でUFCからリリースされた。

## 戦績

### 総合格闘技
| 総合格闘技 戦績 | 総合格闘技 戦績 | 総合格闘技 戦績 | 総合格闘技 戦績 | 総合格闘技 戦績 | 総合格闘技 戦績 | 総合格闘技 戦績 |
| --------------- | --------------- | --------------- | --------------- | --------------- | --------------- | --------------- |
| 27 試合         | (T)KO           | 一本            | 判定            | その他          | 引き分け        | 無効試合        |
| 17 勝           | 6               | 4               | 7               | 0               | 0               | 0               |
| 10 敗           | 3               | 2               | 5               | 0               | 0               | 0               |

| 勝敗 | 対戦相手                 | 試合結果                            | 大会名                                | 開催年月日     |
| ×    | ニック・レンツ           | 5分3R終了 判定1-2                   | UFC on FOX 17: dos Anjos vs. Cowboy 2 | 2015年12月19日 |
| ×    | ジム・ミラー             | 5分3R終了 判定1-2                   | UFC on FOX 16: Dillashaw vs. Barao 2  | 2015年7月25日  |
| ×    | ポール・フェルダー       | 2R 2:09 KO（右バックブロー）        | UFC 182: Jones vs. Cormier            | 2015年1月3日   |
| ×    | トニー・ファーガソン     | 5分3R終了 判定1-2                   | UFC 177: Dillashaw vs. Soto           | 2014年8月30日  |
| ○    | チャーリー・ブレネマン   | 2R 0:21 KO（右フック）              | UFC 172: Jones vs. Teixeira           | 2014年4月26日  |
| ×    | エジソン・バルボーザ     | 5分3R終了 判定0-2                   | UFC on FOX 9: Johnson vs. Benavidez 2 | 2013年12月14日 |
| ○    | ティム・ミーンズ         | 5分3R終了 判定3-0                   | UFC on FOX 8: Johnson vs. Moraga      | 2013年7月27日  |
| ○    | ポール・サス             | 5分3R終了 判定3-0                   | UFC on Fuel TV 7: Barao vs. McDonald  | 2013年2月16日  |
| ×    | マイケル・ジョンソン     | 2R 1:06 KO（左フック→パウンド）     | UFC on FX 5: Browne vs. Bigfoot       | 2012年10月5日  |
| ○    | ジョン・チョリッシュ     | 5分3R終了 判定3-0                   | UFC on FOX 3: Diaz vs. Miller         | 2012年5月5日   |
| ○    | アンソニー・ヌジョクアニ | 5分3R終了 判定2-1                   | UFC 141: Lesnar vs. Overeem           | 2011年12月30日 |
| ○    | シャマール・ベイリー     | 1R 4:52 TKO（パウンド）             | UFC 139: Shogun vs. Henderson         | 2011年11月19日 |
| ×    | ジェイコブ・ヴォルクマン | 5分3R終了 判定0-3                   | UFC Live: Hardy vs. Lytle             | 2011年8月14日  |
| ○    | ジョー・スティーブンソン | 5分3R終了 判定3-0                   | UFC Live: Sanchez vs. Kampmann        | 2011年3月3日   |
| ○    | ウィル・ケアー           | 1R 1:25 KO（パウンド）              | WEC 53: Henderson vs. Pettis          | 2010年12月16日 |
| ○    | ダスティン・ポイエー     | 5分3R終了 判定3-0                   | WEC 50: Cruz vs. Benavidez 2          | 2010年8月18日  |
| ×    | アンソニー・ペティス     | 1R 2:27 KO（左ハイキック→パウンド） | WEC 47: Bowles vs. Cruz               | 2010年3月6日   |
| ×    | シェーン・ローラー       | 3R 3:32 チョークスリーパー          | WEC 44: Brown vs. Aldo                | 2009年11月18日 |
| ○    | リカルド・ラマス         | 2R 4:15 TKO（右フック→パウンド）    | WEC 42: Torres vs. Bowles             | 2009年8月9日   |
| ○    | フィル・カルデラ         | 5分3R終了 判定2-1                   | WEC 39: Brown vs. Garcia              | 2009年3月1日   |
| ○    | ハファエル・ディアス     | 2R 2:54 TKO（パンチ連打）           | WEC 36: Faber vs. Brown               | 2008年11月5日  |
| ×    | ドナルド・セラーニ       | 1R 1:30 腕ひしぎ十字固め            | WEC 34: Faber vs. Pulver              | 2008年6月1日   |
| ○    | イザイア・ヒル           | 1R 2:46 チョークスリーパー          | CCFC: Mayhem                          | 2008年5月17日  |
| ○    | アンディ・サラザール     | 1R 1:02 ギブアップ（パンチ連打）    | PFC 7                                 | 2008年3月20日  |
| ○    | ノア・シャネイブル       | 2R 2:42 TKO（パンチ連打）           | CCFC: Annihilation                    | 2008年2月16日  |
| ○    | ギゴ・ジャラ             | 1R 3:45 チョークスリーパー          | Gladiator Challenge 73: High Noon     | 2007年12月22日 |
| ○    | ビリー・テリー           | 1R 2:10 チョークスリーパー          | Gladiator Challenge 71: Lock 'n Load  | 2007年11月11日 |

### グラップリング
| 勝敗 | 対戦相手           | 試合結果 | 大会名        | 開催年月日    |
| ○    | ハイダー・ラシード | 肩固め   | Copa Podio 07 | 2014年5月10日 |

## 表彰
- ブラジリアン柔術 黒帯
- レスリング NAIAオールアメリカン（2回）
- UFC ファイト・オブ・ザ・ナイト（1回）